# ماركوس صموئيل (سياسي)
ماركوس صموئيل (بالإنجليزية: Marcus Reginald Anthony Samuel)‏ هو سياسي بريطاني (وحمل سابقاً جنسية المملكة المتحدة لبريطانيا العظمى وأيرلندا)، ولد في 7 سبتمبر 1873، وتوفي في 3 مارس 1942. حزبياً، نشط في حزب المحافظين. وقد في الانتخابات الفرعية في مجلس العموم البريطاني ‏، انتخب عضو برلمان المملكة المتحدة الـ36 عن دائرة بوتني (28 نوفمبر 1934 – 25 أكتوبر 1935) وفي الانتخابات العامة في المملكة المتحدة 1935 ‏، انتخب عضو برلمان المملكة المتحدة الـ37 عن دائرة بوتني (14 نوفمبر 1935 – 3 مارس 1942).